# Кузьміна Ольга Миколаївна
Ольга Миколаївна Кузьміна (рос. Кузьмина Ольга Николаевна, нар. 16 червня 1987) — російська актриса театру і кіно, телеведуча.

## Біографія
Народилася 16 червня 1987 року в Москві.
З дитинства займалася хореографією і акробатикою. В одинадцять років стала ученицею школи-студії при ансамблі народного танцю імені Ігоря Моїсеєва, а через рік була в трупі ансамблю «Шкільні роки».
Навчалась на заочному відділенні факультету культурології в Державній Академії слов'янської культури, пізніше перевелась в Російську академію театрального мистецтва, майстерню Сергія Проханова, яку закінчила в 2008 році. Грає в Театрі на Малій Ординці.
Її кінодебют відбувся в підлітковому віці в трьох епізодах кіножурналу «Єралаш».
У 2006 році виконала роль Майї в одній із серій ситкому «Щасливі разом», а через три роки зіграла в мелодрамі «Спальний район». Визнання їй принесла роль офіціантки Насті Фоміної із серіалу «Кухня».

### Особисте життя
- Чоловік — Олексій, старший психолог в ОМОНі.
- Син — Гордій (нар. 2013)[5].
- Донька  — Міра-Марія (нар. 9 жовтня 2023)[6][7]

## Творчість

### Театр на Малій Ординці
- «Прокурорська притча», за романом Олександра Звягінцева «Ярмарка безумства», постановка С. Проханова — Віра
- «Доріан Грей», версія роману «Портрет Доріана Грея» і листи-сповіді «De profundis» («Тюремна сповідь») Оскара Вайлда, постановка Г. Галавинської — Сибілла / Шейла
- «Старий новий Фауст», постановка С. Проханова і В. Койфмана — Маргарита

### Фільмографія
- 2000 — Єралаш
- 2006 — Щасливі разом Серія 257 «Бути Геною Букіним» — Майя
- 2007 — Театр Місяця, чи Космічна дурепа 13:28 — Айрін
- 2008 — Адвокат 5 — Тоня Ільюшенко, однокласниця Уляни
- 2008 — Походи нотаріуса Неглінцева — Катя
- 2008 — Солдати 15. Новий призов — Наташа
- 2009 — Виходжу тебе шукати — Танюша, секретар Ольги
- 2009 — Галигін.ру — низька
- 2009 — Дівчачник — продавець у взуттєвому магазині
- 2009 — Закон зворотної магії  — Наташа, фармацевт
- 2009 — Обережно: діти! — вчителька
- 2009 — Перша спроба — Люба
- 2009 — Пропонуємі обставини — актриса
- 2009 — Універ — першокурсниця Катя
- 2009—2010 — Спальний район — Юля Олійникова
- 2009—2010 — Маргоша — медсестра
- 2010 — Гаражі — Ірина, донька Хохлова
- 2010 — Москва. Три вокзала — Таня Рудник
- 2010 — По гарячих слідах — Катя
- 2010 — Столиця гріха — Стефані, донька нефтяного магната
- 2011 — В очікуванні кохання — Віра, подруга Насті, поліцейська
- 2011 — Група щастя — Галя, шантажистка
- 2011 — Життя і пригоди Мишка Япончика — Розочка, співачка вар'єте
- 2011 — Ключі від щастя. Продовження — медсестра на теплоході
- 2011 — Найкраще літо нашого життя — Катя
- 2011 — Чоловік в мені — Настя
- 2011 — Відображення — Христина
- 2011 — Розплата — Люба
- 2011 — Зроблено в СРСР
- 2011 — Сибір. Монамур — Віра
- 2011 — Фарфорове весілля — Настя, породілля
- 2011 — Фурцева — Анюта Кузьмічова, льотчиця-курсантка
- 2012 — Без строку давнини — Саша Романова-молодша
- 2012 — Виходжу тебе шукати 2 — Таня, секретар Ольги
- 2012 — Карпов — Маша, дівчина молодого Карпова
- 2012 — Справжнє кохання — Аня, секретарка Андрія Лабутіна
- 2012—2016 — Кухня — Настя, офіціантка, дівчина/жінка Кості
- 2013 — Гагарін. Перший в космосі — Марина Попович, жінка Павла
- 2013 — Пасічник — епізод

- 2015 — Привид — Оля, секретарка Гордієва
- 2015 — Кухня в Парижі — Настя, офіціантка ресторану Victor
- 2016 — Готель «Елеон» — Настя, артдиректор ресторану «Victor», жінка Кості.
- 2016 — Однокласниці — Катя
- 2017 — Однокласниці: Новий поворот — Катя
- 2017 — Кухня. Остання битва — Настя, артдиректор ресторану «Victor»
- 2018 — Гранд — Настя, артдиректор ресторану «Victor»

### Дублювання фільмів і серіалів
- 2010 — Генсбур. Кохання хулігана — Франс Галль
- 2011 — Крик 4 — Марні Купер
- 2014 — Сапожник — Кармен Еррара
- 2016 — Полярна зірка — Даніель
- 2016 — Ла-Ла Ленд — Алексіс
- 2017 — Жінка доглядача зоопарку — Урсула

### Озвучування мультфільмів
- 1992 — Сейлор Мун — Усагі Цукіно / Сейлор Мун, половина жіночих ролей (дубляж СТС Love, 2018 р.)
- 2011 — Міа та я — Міа
- 2013 — Цуценячий патруль — Еверест (з 2 сезону)
- 2016 — Казковий патруль — Варя
- 2016 — Суперкрихітки — Цвітик

### Телебачення
- «Ранок Росії» (Росія-1) — ведуча рубрики «По секрету всьому світу»